# Eduardo Gil Bera
Eduardo Gil Bera (Tudela, 11 de diciembre de 1957) es un escritor, traductor y ensayista español.

## Biografía
Nació en 1957 en la localidad navarra de Tudela. Es autor, entre otras, de El carro de heno (Pamiela, 1994) y de Baroja o el miedo (Península, 2001), una biografía de Pío Baroja, en la que retrata bajo una luz muy crítica al novelista vasco. Recibió el elogio de Federico Jiménez Losantos, quien coincide con Bera en su concepción negativa de la calidad humana de Baroja si bien no en el valor de su obra literaria, calificando el turolense a la biografía como «libro excepcional». Jordi Amat Fusté critica sin embargo un «posicionamiento maniqueo» por parte de Gil Bera y según Juan Manuel Díaz de Guereñu se hace patente a lo largo de las páginas del libro que Baroja «no le cae bien» al biógrafo, mientras que Ricardo Senabre señala cómo las críticas a Baroja se extienden a diversos miembros de su familia. También ha escrito en el terreno de la biografía Esta canalla de literatura (Acantilado, 2015), una colección de ensayos sobre el periodista y novelista austriaco Joseph Roth.
Gil Bera fue ganador en 2002 del Premio de Novela Histórica Alfonso X El Sabio por su novela Torralba. En 2004 se hizo con el Premio Euskadi de Literatura, en castellano, por su ensayo Historia de las malas ideas.